# Puerto Moral
Puerto Moral ist ein Ort und eine Gemeinde (municipio) mit 280 Einwohnern (Stand: 2024) im Nordosten der südspanischen Provinz Huelva in der Autonomen Gemeinschaft Andalusien.

## Lage
Puerto Moral liegt auf einer Anhöhe im Naturpark der Sierra de Aracena etwa gut 90 km (Fahrtstrecke) nordnordöstlich der Hafenstadt Huelva in einer Höhe von ca. 520 m an der Talsperre der Rivera de Huelva, der Embalse de Aracena.
Das Klima im Winter ist gemäßigt, im Sommer dagegen warm bis heiß; die geringen Niederschlagsmengen (ca. 571 mm/Jahr) fallen – mit Ausnahme der nahezu regenlosen Sommermonate – verteilt übers ganze Jahr.

## Bevölkerungsentwicklung
| Jahr      | 1970 | 1980 | 1990 | 2000 | 2010 | 2020 |
| Einwohner | 338  | 219  | 236  | 254  | 276  | 281  |

Der deutliche Bevölkerungsrückgang in der zweiten Hälfte des 20. Jahrhunderts ist im Wesentlichen auf die Mechanisierung der Landwirtschaft und den damit einhergehenden Verlust an Arbeitsplätzen zurückzuführen.

## Sehenswürdigkeiten
- Peter-und-Paul-Kirche (Iglesia de San Pedro y San Pablo)
- Salvatorkapelle

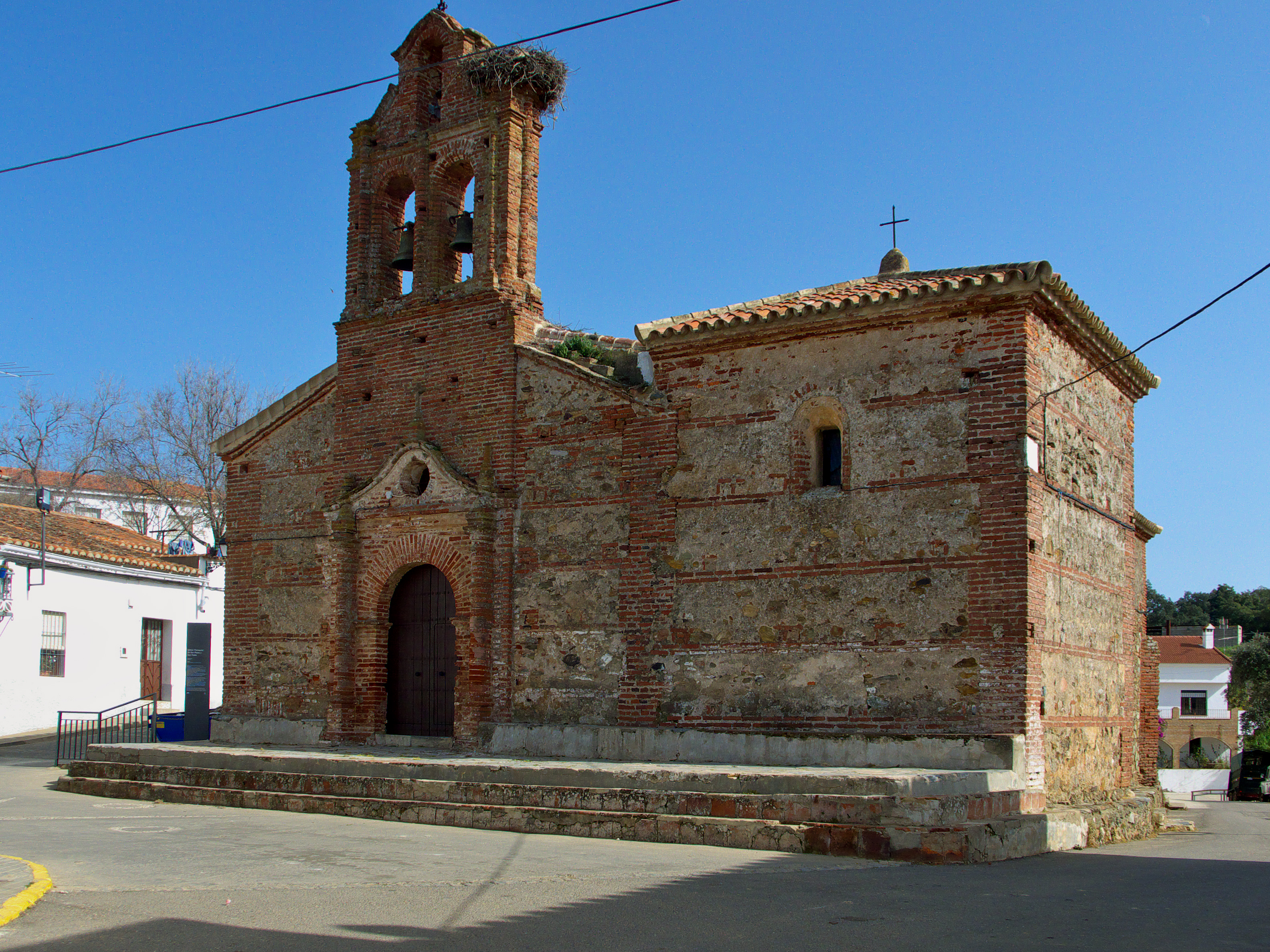
Peter-und-Paul-Kirche
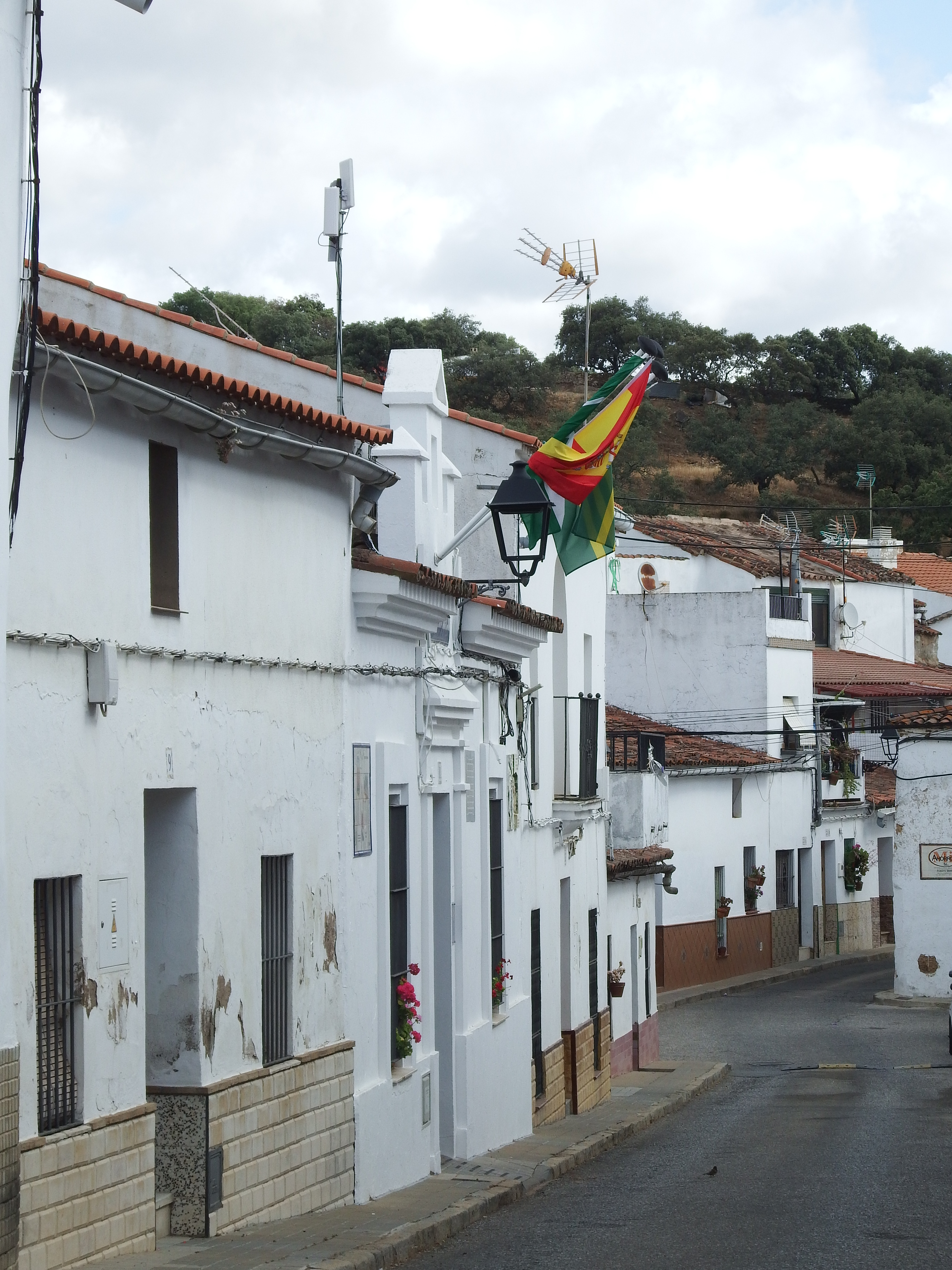
Rathaus